# Unienville
Unienville település Franciaországban, Aube megyében. Lakosainak száma 108 fő (2022. január 1.). Unienville Amance, Dienville, Jessains, Juvanzé, La Rothière és Trannes községekkel határos.

## Népesség
A település népessége az elmúlt években az alábbi módon változott:
| Lakosok száma | 192  | 149  | 139  | 104  | 122  | 126  | 125  | 116  | 112  | 108  |
|               | 1968 | 1982 | 1990 | 2006 | 2013 | 2015 | 2017 | 2019 | 2020 | 2022 |